# Karel Misař
Karel Misař (30. září 1934 Ploskovice – 6. dubna 1991 Praha) byl český spisovatel, novinář, vychovatel a dramaturg.

## Život
Narodil se v rodině kováře a zemědělská dělnice. V roce 1953 maturoval na Pedagogickém gymnáziu v Praze. Poté byl učitelem v severních Čechách, nejprve v Třebívlicích a poté Libochovicích. Od roku 1962 dělal vychovatele v Ústavu pro výchovu narušené mládeže ("polepšovně") v Praze, kde načerpal inspiraci pro svůj nejznámější román Pasťák. Od roku 1963 zároveň pracoval v Československém rozhlase, kde připravoval pořady pro mládež. Mj. patřil k zakladatelům oblíbeného pořadu Mikrofórum. V roce 1966 se stal redaktorem časopisu Plamen, v roce 1970 v Tvorbě. Roku 1974 pak dramaturgem ve Filmovém studiu Barrandov. V letech 1977–1978 se nakrátko vrátil do Tvorby a poté byl spisovatelem z povolání.
Jeho dílo je zaměřeno na život mladých lidí, vyznačuje se syrovou dokumentární strohostí, ale také jistým pochopením pro záporného hrdinu a ironickým nadhledem. Normalizačním ideologickým požadavkům vyšel vstříc nejvíce ve svém posledním románu Plavba na stéble trávy, kde se pokoušel účtovat s "krizí 60. let". Paradoxně však kniha vyšla již v éře perestrojky, kdy tlak na angažovaný obsah polevil, a o to více Misařovi pošramotila reputaci.